# Region Zachodnio-Północny
Region Zachodnio–Północny – jeden z szesnastu regionów Ghany, wydzielony w 2019 roku z Regionu Zachodniego. Stolicą regionu jest Sefwi Wiawso. Według spisu z 2021 roku liczy 880 855 mieszkańców.
W pobliżu granicy z Wybrzeżem Kości Słoniowej znajduje się Park Narodowy Bia.

## Podział administracyjny
W jego skład wchodzi 9 dystryktów:
- Okręg miejski Sefwi Wiawso
- Okręg miejski Aowin
- Dystrykt Bia East
- Dystrykt Bia West
- Dystrykt Sefwi Akontombra
- Dystrykt Juaboso
- Dystrykt Bodi
- Dystrykt Suaman
- Dystrykt Bibiani/Anhwiaso/Bekwai

## Demografia
Według spisu w 2021 roku region zamieszkany jest głównie przez ludy Akan (68,6%), Mole-Dagbani (17,8%), Ewe (4,4%), Ga-Dangme (2,9%) i Gurma (2,5%). 

### Religia
Struktura religijna w 2021 roku według Spisu Powszechnego:
- zielonoświątkowcy i charyzmatycy – 31,5%,
- pozostali protestanci – 20,9%,
- katolicy – 14,2%,
- pozostali chrześcijanie – 12,5%,
- muzułmanie – 12%,
- brak religii – 2%,
- religie etniczne – 0,35%,
- inne religie – 6,5%.